# Paisatge (Josep Berga)
Paisatge és una pintura sobre cartó feta per Josep Berga i Boix el 1902 i que es troba conservada actualment a la Biblioteca Museu Víctor Balaguer, amb el número de registre 1632 d'ençà que va ingressar el 1956, formant part de l'anomenat "Llegat 1956"; un conjunt d'obres provinents de la col·lecció Lluís Plandiura- Victòria González.

## Descripció
Vista general d'un prat florit, en un segon terme una filera d'arbres i al fons una carena de muntanyes.

## Inscripció
Al quadre es pot llegir la inscripció J. Berga (inferior dret) 1902 (inferior dret) Al darrere: Josep Berga/1837-1914; Al darrere: Pere Torné Esquius/1879.1936/Adoration a Venus/753.